# Gabriel Héraud
Pour les articles homonymes, voir Héraud.
Gabriel Héraud, né le 22 mars 1866 à Marseille et mort le 26 janvier 1941 à Narbonne, est un architecte et enseignant français.

## Biographie
Fils de Louis Héraud, cordonnier, et de Marie-Thérèse Marguerit, Gabriel Héraud est subventionné par sa ville natale et le département des Bouches-du-Rhône pour entrer comme élève à l’École nationale supérieure des beaux-arts de Paris, où il est enregistré sous le matricule 4109. Il intègre les ateliers de Gustave Raulin (1837-1910) du 16 janvier au 6 mars 1889, puis admis en 2e classe. Il devient élève de Louis Sortais (1860-1911) le 6 avril 1889 et de Joseph Vaudremer (1829-1914). 
Deuxième second grand prix de Rome en 1894 après Alfred-Henri Recoura, premier grand prix, et Auguste-René-Gaston Patouillard, premier second grand prix, avec pour sujet La construction d'une école centrale des Arts et Manufactures dans la capitale d'un grand pays, il est boursier du Gouvernement pour un voyage d'études en Italie, en Sicile et en Grèce. Il est membre de la Société des architectes diplômés par le gouvernement (SADG), dont il est le président de 1912 à 1919) et de la Société centrale des architectes (SCA), dont il est le vice-président de 1932 à 1934, ainsi que de la Société des architectes en chef des Bâtiments civils et palais nationaux (BCPN). Il est architecte divisionnaire et architecte diocésain de la Ville de Paris et expert auprès de la cour d'appel de Paris et du tribunal civil de la Seine. Ses bureaux et ses ateliers étaient situés dans le 6e arrondissement de Paris.

## Œuvres
- 1906 : Pavillon des colonies diverses, à la première Exposition coloniale de Marseille[4].
- 1930 : tombe de Gustave Raulin (1837-1910) au cimetière de La Rochette (Seine-et-Marne).
- 1938 : lycée Jean-de-La-Fontaine à Paris[5]
- Date non renseignée : concours pour un asile d'aliénés à Ville-Évrard en collaboration avec Ernest Boué.

## Salons et expositions
- Salon des artistes français de 1895.
- 1899-1900 : T Square Club de Philadelphie.
- 1900 : Chicago Architectural Club.

## Récompenses
- 1889 : 3e médaille en ornement.
- 1893 : seconde médaille au concours Eugène Godebœuf, 2e médaille en ornement.
- 1894 : 2e second grand prix de Rome.
- 1896 : grande médaille d'argent des écoles privées d'architecture de la Société centrale des architectes fondation Bouwens de Boijen.
- 1900 :
  - diplôme d'architecte (52e promotion).
  - Médaille d'argent à l'Exposition universelle de 1900.
- Lauréat du département de la Seine, et du concours pour les constructions des universités d'Amérique.

## Distinctions
- Officier d'académie
- Officier de l'Instruction publique
- Chevalier de la Légion d'honneur (1914)[6].
- Officier de la Légion d'honneur (1926)[7].

## Fonctions
- 1900 : inspecteur des travaux du Grand Palais des Beaux-Arts à l'Exposition universelle de 1900.
- 1902 : sous-inspecteur des services d'architecture de la Ville de Paris.
- 1903 : rapporteur au Comité des architectes diocésains. Membre de la Société des artistes français.
- 1911 : membre de la Société centrale des architectes.
- 1912-1919 : président de la Société des architectes diplômés par le Gouvernement.
- 1929 : membre de l'Association des élèves et anciens élèves de l'École nationale supérieure des beaux-arts.
- 1932-1934 : vice-président de la Société centrale des architectes.
- 1936 : secrétaire de la section architecture de la Société des artistes français.
- 1937 : architecte expert près la Cour d'appel de Paris et le Tribunal civil de la Seine.
- 1937 : membre du jury à l'Exposition universelle.
- 1937-1941 : professeur chef d'atelier associé à l'École des beaux-arts de Paris avec Maurice Boutterin (1882-1970) et Marcel Chappey (1896-1983)[8].

## Élèves
- Marcel Bonhomme (1887-1970), (septième second grand prix de Rome).
- Marcel Chappey (1896-1983), élève en 1925 (deuxième second grand prix de Rome).
- Carlos Raúl Villanueva (1900-1975).